# سباستيان أيالا
سباستيان أيالا (بالإسبانية: Sebastián Ayala)‏ هو لاعب كرة قدم كولومبي، ولد في 14 سبتمبر 1995 في Floridablanca, Santander ‏ في كولومبيا. شارك مع منتخب كولومبيا تحت 20 سنة لكرة القدم. أما مع النوادي، فقد لعب مع ناسيونال ماديرا.

## وصلات خارجية
- سباستيان أيالا على موقع قاعدة بيانات كرة القدم.إي يو (الإنجليزية)
- سباستيان أيالا على موقع Soccerway.com (الإنجليزية)
- سباستيان أيالا على موقع AS.com (الإسبانية)